# Przystałowice Małe
Przystałowice Małe (prononciation : [pʂɨstawɔˈvit͡sɛ ˈmawɛ]) est un village polonais de la gmina de Rusinów dans le powiat de Przysucha de la voïvodie de Mazovie dans le centre-est de la Pologne.
Il se situe à environ 14 kilomètres au nord de Przysucha (siège du powiat) et à 85 kilomètres au sud de Varsovie (capitale de la Pologne).
Le village compte approximativement une population de 310 habitants en 2006.

## Histoire
De 1975 à 1998, le village appartenait administrativement à la voïvodie de Radom.